# Гокко
Гокко, краксы или кюрассо (лат. Crax) — род птиц из семейства краксов, обитающих в Южной Америке и относящихся к тропическим куриным птицам.
Самец глянцево-чёрный с закруглённым гребнем из перьев и ярким орнаментом на клюве. Менее крупная самка коричневого цвета и не имеет украшений.

## Классификация
Международный союз орнитологов выделяет семь видов:
- Большой кракс (Crax rubra)
- Синеклювый кракс (Crax alberti)
- Желтогребневый кракс (Crax daubentoni)
- Хохлатый кракс (Crax alector), или хохлатый гокко
- Серёжчатый кракс (Crax globulosa)
- Гололицый кракс (Crax fasciolata)
- Красноклювый кракс (Crax blumenbachii)